# Tempelhof (metrostation)
Tempelhof is een metrostation in de Duitse hoofdstad Berlijn dat in 1929 is geopend bij het gelijknamige station van de ringspoorlijn.
Na een aantal tegenslagen kwam in 1923 de eerste gemeentelijke metrolijn van Berlijn, de Nord-Süd-Bahn, in gebruik. Ten zuiden van het eindpunt Belle-Alliance-Straße (tegenwoordig Mehringdamm) zou de lijn zich in twee takken splitsen, een naar Neukölln en een naar Tempelhof. De oostelijke tak naar Neukölln (lijn CI, tegenwoordig deel van de U7) legde men als eerste aan en kwam gereed in 1926; de bouw van lijn CII, de westelijke tak van de Nord-Süd-Bahn, begon in 1924. In 1927 bereikte de tak het naast luchthaven Tempelhof gelegen station Flughafen (nu Paradestraße), twee jaar later, op 22 december 1929, werd het eindpunt Tempelhof (Südring) bereikt en was het project voltooid. Lijn CII was de "mindere" tak van de Nord-Süd-Bahn, treinen van en naar Tempelhof eindigden meestal in het splitsingsstation Belle-Alliance-Straße, doorgaande diensten richting het noorden kwamen er pas later.
Het metrostation werd ontworpen door Alfred Grenander, indertijd huisarchitect van de Berlijnse metro. Vanwege de kruising van de Ringbahn legde men het station wat dieper aan dan gebruikelijk, waardoor een ruime hoge hal ontstond. De wanden werden bekleed met gele vierkante tegels van hetzelfde type als Grenander eerder in de stations van de U8 had gebruikt. Een rij onbekleed gelaten stalen pilaren op het eilandperron zorgt voor de ondersteuning van het dak. Aan de noordzijde van het metrostation creëerde men een rechtstreekse verbinding met de S-Bahn. De overstapmogelijkheid werd onderstreept door de toevoeging Südring aan de naam van het station.
De Tweede Wereldoorlog zorgde voor grote verwoestingen in het Berlijnse metronet. Station Tempelhof werd gedurende de oorlog driemaal door bommen getroffen, maar bleef desondanks in bedrijf tot 23 april 1945, de dag waarop alle grootprofiellijnen werden stilgelegd. Op 11 juni reden de eerste pendeltreinen weer tussen Tempelhof en Belle-Alliance-Straße. In dezelfde maand brak er echter brand uit op de opstelsporen van station Tempelhof, waarbij een groot aantal treinen verloren ging. Vanwege het ontstane materieeltekort werd de dienst op lijn CII vervolgens tot februari 1946 wederom geheel gestaakt.
Al voor de oorlog was men begonnen aan de aanleg van een zuidelijke verlenging van de Tempelhofse lijn. Voorbij de keersporen van station Tempelhof ontstonden tot 1941 enkele honderden meters metrotunnel. In de jaren 1960 pakte men het project weer op, waardoor in 1966 het traject Tempelhof – Alt-Mariendorf geopend kon worden. Tegelijkertijd werd het metronet geherstructureerd: lijn CI werd als zelfstandige lijn van de Nord-Süd-Bahn afgesplitst en de westelijke tak werd onder het nieuwe lijnnummer 6 deel van de hoofdlijn.
In de jaren tachtig onderging metrostation Tempelhof een renovatie, waarbij het dak werd verstevigd. De geometrische plafondschildering stamt eveneens uit deze tijd.